# 博尔讷 (埃松省)
博尔讷（法語：Baulne，法語發音：[bo(l)n] ⓘ）是法国法兰西岛大区埃松省的一个市镇，属于埃唐普区。

## 地理
博尔讷（48°29'32"N, 2°21'35"E）面积8.17 平方千米，位于法国法蘭西島大區埃松省，该省份为法国北部内陆省份，北起上塞纳省和马恩河谷省，西接厄尔-卢瓦省和伊夫林省，南至卢瓦雷省，东临塞纳-马恩省。
与博尔讷接壤的市镇（或旧市镇、城区）包括：埃松河畔巴朗库尔、塞尔尼、尚克伊、阿莱堡、伊特维尔、蒙德维尔、维代勒。

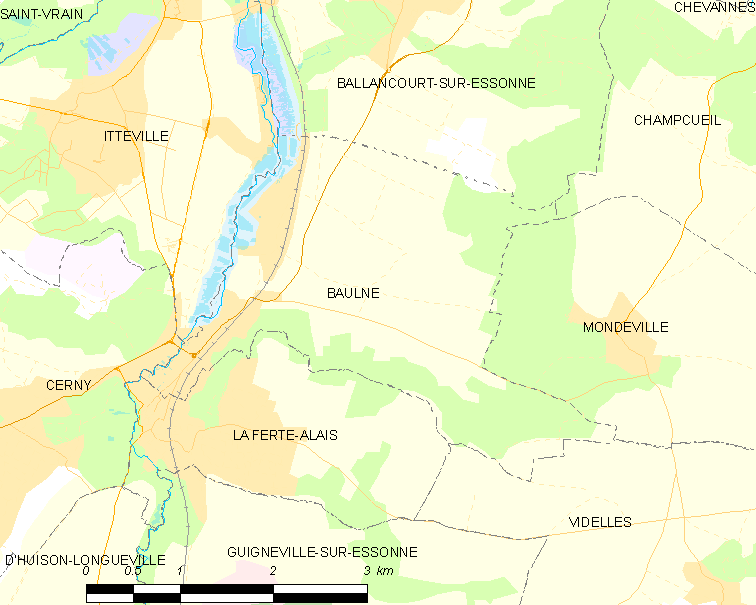
的OSM定位图

博尔讷的时区为UTC+01:00、UTC+02:00（夏令时）。

## 行政
博尔讷的邮政编码为91590，INSEE市镇编码为91047。

## 政治
博尔讷所属的省级选区为梅讷西县。

## 人口

1962-2008年间人口变化图示

博尔讷于2022年1月1日时的人口数量为1468人。